# العلاقات الصينية البريطانية
العلاقات الصينية البريطانية هي العلاقات الثنائية التي تجمع بين الصين والمملكة المتحدة.

## مقارنة بين البلدين
هذه مقارنة عامة ومرجعية للدولتين:
| وجه المقارنة                                              | الصين                    | المملكة المتحدة                 |
| --------------------------------------------------------- | ------------------------ | ------------------------------- |
| المساحة (كم2)                                             | 9.60 مليون               | 242.50 ألف                      |
| عدد السكان (نسمة)                                         | 1.33 مليار               | 66.02 مليون                     |
| الكثافة السكانية (ن./كم²)                                 | 138.54                   | 272.25                          |
| العاصمة                                                   | بكين                     | لندن                            |
| اللغة الرسمية                                             | اللغة الصينية القياسية   | لغة إنجليزية، اللغة الويلزية    |
| العملة                                                    | رنمينبي                  | جنيه إسترليني                   |
| الناتج المحلي الإجمالي (بليون دولار)                      | 12.24 تريليون            | 2.62 تريليون                    |
| الناتج المحلي الإجمالي (تعادل القوة الشرائية) بليون دولار | 19.82 تريليون            | 2.72 تريليون                    |
| الناتج المحلي الإجمالي الاسمي للفرد دولار أمريكي          | 8.03 ألف                 | 43.88 ألف                       |
| الناتج المحلي الإجمالي للفرد دولار أمريكي                 | 13.21 ألف                | 40.23 ألف                       |
| مؤشر التنمية البشرية                                      | 0.728                    | 0.907                           |
| رمز المكالمات الدولي                                      | +86                      | +44                             |
| رمز الإنترنت                                              | .cn، .中国 ‏، .中國 ‏      | .uk، .gb                        |
| المنطقة الزمنية                                           | توقيت الصين، ت ع م+08:00 | توقيت غرينيتش، توقيت غرب أوروبا |

## مدن متوأمة
في ما يلي قائمة باتفاقيات التوأمة بين مدن صينية وبريطانية:
- ترتبط داتونغ مع بري [الإنجليزية]‏ باتفاقية توأمة.
- ترتبط تونغلينغ مع Borough of Halton [الإنجليزية]‏ باتفاقية توأمة.
- ترتبط شيان مع برمنغهام باتفاقية توأمة منذ 10 مايو 1974.
- ترتبط قوانغشي مع نيوبورت باتفاقية توأمة منذ 20 مايو 1982.
- ترتبط هوايان مع ميلتون كينز باتفاقية توأمة منذ 22 أبريل 1999.[16][17][18][19]
- ترتبط تشانغتشون مع برمنغهام باتفاقية توأمة منذ 15 مارس 1994.[20][21][22][23]
- ترتبط غوانزو مع برمنغهام باتفاقية توأمة منذ 13 نوفمبر 2009.[24][24][24][24]
- ترتبط خفي مع بلفاست باتفاقية توأمة منذ 8 نوفمبر 2006.[25][25][26][27]
- ترتبط ووهان مع مانشستر باتفاقية توأمة منذ 1982.[28][28][28][28]
- ترتبط هايكو مع بيرث باتفاقية توأمة منذ 3 فبراير 1992.[29][29][29][29]
- ترتبط بكين مع لندن باتفاقية توأمة منذ 14 مارس 1979.
- ترتبط تشونغتشينغ مع ليستر باتفاقية توأمة منذ 1982.
- ترتبط شيامن مع كارديف باتفاقية توأمة منذ 23 يونيو 2006.[28][28]
- ترتبط تانغشان مع لنكولن باتفاقية توأمة منذ 1987.[30]
- ترتبط نانتونغ مع سوانزي باتفاقية توأمة.
- ترتبط شانغهاي مع ليفربول باتفاقية توأمة منذ 1992.[31][31][31][31]
- ترتبط ويهاي مع شلتنهام باتفاقية توأمة.
- ترتبط شنجن مع روثرهام [الإنجليزية]‏ باتفاقية توأمة منذ 1997.
- ترتبط هانغتشو مع ليدز [الإنجليزية]‏ باتفاقية توأمة منذ 2009.
- ترتبط تاي يوان مع نيوكاسل أبون تاين باتفاقية توأمة منذ 1994.

## منظمات دولية مشتركة
يشترك البلدان في عضوية مجموعة من المنظمات الدولية، منها:
| علم المنظمة | اسم المنظمة                               | تاريخ انضمام الصين | تاريخ انضمام المملكة المتحدة |
| ----------- | ----------------------------------------- | ------------------ | ---------------------------- |
|             | بنك التنمية الآسيوي                       | 1986               | 1966                         |
|             | وكالة ضمان الاستثمار متعدد الأطراف        | 30 أبريل 1988      | 12 أبريل 1988                |
|             | الأمم المتحدة                             | 25 أكتوبر 1971     | 24 أكتوبر 1945               |
|             | الفريق المعني برصد الأرض                  | ?                  | ?                            |
|             | مجموعة العشرين                            | ?                  | 26 سبتمبر 1999               |
|             | منظمة حظر الأسلحة الكيميائية              | ?                  | ?                            |
|             | منظمة التجارة العالمية                    | 11 ديسمبر 2001     | 1995                         |
|             | منظمة الشرطة الجنائية الدولية             | ?                  | ?                            |
|             | البنك الإفريقي للتنمية                    | ?                  | ?                            |
|             | مؤسسة التنمية الدولية                     | 24 سبتمبر 1960     | 24 سبتمبر 1960               |
|             | يونسكو                                    | 4 نوفمبر 1946      | 4 نوفمبر 1946                |
|             | الاتحاد البريدي العالمي                   | ?                  | ?                            |
|             | البنك الدولي للإنشاء والتعمير             | 27 ديسمبر 1945     | 27 ديسمبر 1945               |
|             | المنظمة الهيدروغرافية الدولية             | ?                  | ?                            |
|             | بنك التنمية الكاريبي ‏                     | ?                  | ?                            |
|             | مجلس الأمن التابع للأمم المتحدة           | 25 أكتوبر 1971     | 24 أكتوبر 1945               |
|             | الاتحاد الدولي للاتصالات                  | 1 سبتمبر 1920      | 24 فبراير 1871               |
|             | مؤسسة التمويل الدولية                     | 15 يناير 1969      | 20 يوليو 1956                |
|             | المركز الدولي لتسوية المنازعات الاستشارية | 6 فبراير 1993      | 18 يناير 1967                |
|             | مجموعة الموردين النوويين                  | ?                  | ?                            |

## وصلات خارجية
- موقع وزارة الخارجية الصينية
- موقع وزارة الخارجية البريطانية